# Marek Rogulski
Marek Jerzy Rogulski, ps. „Piętaszek”, „Rogulus” (ur. 1967 w Gdańsku) – polski artysta multimedialny, rzeźbiarz, malarz, performer, twórca video i fotografii, muzyk, teoretyk sztuki. Współzałożyciel wytwórni nagraniowej TNS Records RXS. Założyciel Fundacji Tysiąca Najjaśniejszych Słońc, którą kieruje od roku 1992.

## Życiorys
Syn Jerzego Rogulskiego, lekarza, prof. Akademii Medycznej w Gdańsku. W latach 1985–1990 studiował na gdańskiej PWSSP (obecnie ASP) na Wydziale Malarstwa i Grafiki. Pierwsze udokumentowane działania w przestrzeni publicznej zrealizował w roku 1983. W 1989 razem z Robertem Kają, Sławomirem Górą i Sławomirem Laskowskim zorganizował grupę artystyczną Pampers Maxi. Rok później z Piotrem Wyrzykowskim utworzył grupę Ziemia Mindel-Würm. W okresie 1990–1992 współpracował z Galerią Wyspa. W 1991 razem z Andrzejem Awsiejem i Joanną Kabalą założył galerię C 14 przy Klubie Inicjatyw Społecznych w Gdańsku. Równolegle pełnił funkcje wiceprzewodniczącego, a następnie sekretarza Stowarzyszenia Klub Inicjatyw Społecznych. W 1992 współtworzył i współprowadził fundację Otwarte Atelier w dawnej Łaźni miejskiej, gdzie prowadził do roku 1994 galerię Autodafe. W roku 1995 powołał w Gdańsku galerię Spiż 7 (Spichrz 7). Od 1992 jest autorem, kuratorem i organizatorem projektów w dziedzinie sztuki współczesnej i współczesnej muzyki improwizowanej (m.in. w C 14, w Otwartym Atelier, w galerii Spiż 7, w CSW Zamek Ujazdowski w Warszawie, BGSW w Słupsku, Austriackim Forum Kultury, CSW Łaźnia w Gdańsku, Galerii Bielskiej w Bielsku-Białej, Państwowej Galerii Sztuki w Sopocie; oraz we współpracy z Gdańską Galerią Miejską).
Jest autorem idei i projektu pt: Poza Postmodernizm, który realizuje od roku 1999 w oparciu o prowadzoną przez siebie Fundację TNS i galerię Spiż 7.
W ramach projektu w 2001 przedstawił Podstawy Manifestu Współczesnej Kontrkultury.
W swych realizacjach stara się wypracować nową perspektywę postrzegania postmodernizmu. Stawia pytania o to, jaki mógłby być nowy, szerszy światopogląd?. Od roku 2010 Rogulski realizuje projekty uzupełniające, pt: Producenci kontekstów w obliczu przemian oraz Virtual, służące m.in. analizie i opisowi współczesnej sztuki ponowoczesnej oraz badaniu dynamiki nurtów postkonceptualnych.
Uczestniczył w ponad stu pięćdziesięciu wystawach indywidualnych i zbiorowych w kraju i za granicą. Prace Rogulskiego znajdują się w zbiorach prywatnych i kolekcjach sztuki współczesnej, m.in. w Muzeum Sztuki Nowoczesnej w Niepołomicach i w Muzeum Sztuki w Łodzi, kolekcji Pomorskiej Zachęty, kolekcji Galerii Bielskiej w Bielsku-Białej oraz kolekcji fundacji TNS.
Gra na trąbce, saksofonie tenorowym i kontrabasie. Jako muzyk Rogulski w przeszłości podjął współpracę z muzykami trójmiejskiej sceny yassowej w grupach Art Rhythmic (z Mazzollem, Wojciechem Mazolewskim i Łukaszem Szajną), Mazzoll & Arhythmic Memory, Rogulus X Szwelas Project. Obecnie działa w obszarze współczesnej muzyki improwizowanej, koncertując m.in. z Peterem Kowaldem, Marcusem Reuterem, Zdzisławem Piernikiem, Yurijem Yaremczukiem, Mikołajem Trzaską, Michałem Gosem, Fredericem Blondy, Tomaszem Szwelnikiem, Andrzejem Izdebskim, Michałem Górczyńskim, Sławkiem Jaskułke.
Autor wydawnictw i publikacji w zakresie teorii i sztuki współczesnej oraz współczesnej muzyki improwizowanej /Supramolecular music/. Prowadzi też archiwum swoich działań artystycznych na kanale YouTube, obejmujące m.in. nagrania VHS z przełomu lat 80. i 90. (przed powołaniem Fundacji TNS).

## Teksty
- Punkt, od którego nie ma odwrotu, Wydawnictwo Sz,sz,sz, Fundacja TNS, Gdańsk 1991
- System Supersztuki, BWA Katowice 1994/7 (fragmenty drukowane w katalogu do wystawy Pustynna Burza oraz w katalogu towarzyszącym I Międzynarodowym Spotkaniom Sztuki)
- W stronę Nadświadomości, BWA Katowice '98 (tekst zamieszczony w katalogu towarzyszącym wystawie na II Międzynarodowych Spotkaniach Sztuki)
- tekst w katalogu wystawy Wobec Apokalipsy, Galeria Bielska BWA, Bielsko-Biała 1998.
- Poza Postmodernizm, album TNS, Wydawnictwo SZ,sz,sz, Fundacja TNS, Gdańsk 2000
- teksty ideowe do wystaw Poza Ciało, Poza Umysł, +- Centaur, Principium, archiwa Fundacji TNS
- Poza postmodernizm, CSW Zamek Ujazdowski, Warszawa 2000.
- Poza Postmodernizm. Duch = Kreatywność, Bałtycka Galeria Sztuki Współczesnej, Słupsk, 2001.
- Śmierć jako technika transcendencji, Wydawnictwo Arka, Cieszyn 2001 (tekst w katalogu wystawy Oblicza Śmierci)
- Podstawy manifestu Współczesnej Kontrkultury Wydawnictwo SZ,sz,sz, Fundacja TNS, Gdańsk 2001.
- Nowy Paradygmat: Doświadczanie Pozaczasowego. Doświadczanie Nieskończoności Sopot 2001. (tekst w katalogu Poza Postmodernizm).
- Zwiadowca - Projekt Poza Postmodernizm. CSW Łaźnia, Gdańsk. 2009

- Od Pampers Maxi do Poza Postmodernizm. Suplementy do sztuki polskiej lat 80-tych (pod redakcja Jolanty Ciesielskiej), OKIS, Wrocław. 2009

- Art Ready. Fundacja TNS. Gdańsk. 2013
- Rozwój - między genami a memami. Fundacja TNS. Gdańsk. 2013

- Hiperbola. PGS Sopot. 2015

## Wystawy
- Auto da fe - Geniusz Miłości Otwarte Atelier - dawna łaźnia miejska, Gdańsk, 1993
- Foto-genom (współpraca z Międzynarodowym Stowarzyszeniem Krytyków AICA) Galeria Spiż 7, Gdańsk, 1999
- Wobec Apokalipsy (współpraca z Krzysztofem Jureckim) Galeria Spiż 7, Gdańsk
- Poza Postmodernizm (cykl wystaw w ramach kulturowego projektu, m.in. w Galerii Spiż 7 w Gdańsku, BGSW w Słupsku, Muzeum Sztuki w Łodzi, Centrum Sztuki Współczesnej Zamek Ujazdowski)
- Scena 2000 Centrum Sztuki Współczesnej w Warszawie, 2000
- Poza Ciało, Poza Umysł. Projekt Poza Postmodernizm. Galeria Spiż 7. Gdańsk. 2000.
- Poza Postmodernizm. CSW Zamek Ujazdowski w Warszawie. 2001.
- 100 lat polskiej Fotografii z kolekcji Muzeum Sztuki w Łodzi. The Shoto Museum of Art w Tokio; City Art Museum w Nigacie w Japonii. 2006
- Die Kunst ist Toth. Muzeum Sztuki w Łodzi. 2007
- Zwiadowca; Projekt Poza Postmodernizm; Re:re:rekonstrukcja, CSW Łaźnia w Gdańsku; Galeria Bielska BWA w Bielsku-Białej.2009
- Republika Bananowa. Art Center, Bukareszt, Rumunia; MODEM Art Center, Debreczyn, Węgry. 2010
- Osmoza. Projekt Poza Postmodernizm, Galeria Pionova, Gdańsk. 2011
- Von Hieeer aus? Galeria Spiż 7, Gdańsk. 2012
- ROZWÓJ - między genami a memami. Galeria Spiż 7. Gdańsk. 2013
- Hiperbola. PGS. Sopot. 2015

## Rzeźby i instalacje
- Szybki ruch oczu, system lewitacji - promienista przestrzeń gęstości (1992)
- Oświecony wąż / przyjdę wyrwać twoje serce, dedykowanie modernie: włącz mnie, a spalimy się razem
- Machina coelestis (1997)

## Dyskografia
- Snaart - Rogulus X Szwelas Project (TNS Records RXS, 1998)
- Azure Excess - Mazzoll/ Knuth diffusion ensamble (blauHOFFER multiple art, 1999)
- Afferico - Rogulus X Szwelas Project (TNS Records RXS, 1999/2000)
- Single 3 - Mazzoll (blauHOFFER multiple art, 2000)
- Krzywa pieczęć - Rogulus – Machina MaGhica (TNS Records RXS, 2001)
- Koso Vosok – Rogulus X Szwelas Project (TNS Records RXS, 2001)
- Bassisters Orchestra 2001
- Droga do Ixtlan – Rogulus Machina MaGhica (TNS RecordsRXS, 2002)
- Live from Jena – Rogulus X Szweras und Gos (TNS Records RXS, 2002)
- Brass 7 – Izdebski i Rogulski (TNS Records RXS, 2002)
- 5 nie dzieli – Rogulus X Szwelas Project (TNS Records RXS, 2002)
- Ku Gluk Tuk – Rogulus Neandertalensis (TNS Records RXS, 2002)
- Krrr – Rogulus Neandertalensis (TNS Records RXS, 2006)

## Nagrody i odznaczenia
- Nagroda Prezydenta Miasta Gdańska w Dziedzinie Kultury z okazji jubileuszu 10-lecia miejskiej instytucji kultury Centrum Sztuki Współczesnej „Łaźnia” (2008)[6]
- Nagroda Prezydenta Miasta Gdańska w Dziedzinie Kultury z okazji jubileuszu 25-lecia pracy artystycznej, a w szczególności za wkład włożony w powstanie Galerii „Wyspa” i CSW „Łaźnia” (2011)[6]
- Nagroda Prezydenta Miasta Gdańska w Dziedzinie Kultury z okazji jubileuszu 30-lecia pracy artystycznej (2016)[6]
- Nagroda Prezydenta Miasta Gdańska w Dziedzinie Kultury z okazji jubileuszu 35-lecia pracy twórczej (2021)[6]
- Brązowy Medal „Zasłużony Kulturze Gloria Artis” (16 kwietnia 2024)[7]